# Ferrovalle
Le Ferrocarril y Terminal del Valle de México (FTVM), également appelé Ferrovalle, est un chemin de fer qui exploite les lignes et les gares situées autour de la ville de Mexico, capitale du Mexique. Il est détenu conjointement par le Kansas City Southern de México, Ferromex, et Ferrosur. 

## Histoire

### Les origines du terminal
Ces installations découlent du programme de reconstruction des Ferrocarriles Nacionales de México (FNM). La construction du Terminal de Carga, situé à Pantaco, dans l'Azcapotzalco, l'une des 16 divisions du district fédéral mexicain de Mexico, fut initiée en 1953, et celle du Terminal del Valle de México, en 1954; l'inauguration eut lieu le 27 janvier 1956 par le Président Ruíz Cortines.
Dans les années 1960, les traverses en bois des lignes principales furent remplacées par du béton. 
La ligne Buenavista – Querétaro fut construite et électrifiée au cours des années 1980, et le Terminal del Valle de Mexico, fut modernisé en élargissant les zones de réception, de tri et d'expédition. 

### Ferrocarril y Terminal del Valle de México
Ferrocarril y Terminal del Valle de México, alias FERROVALLE, fut créé et exploitée par FNM en 1990, pour répondre à la demande croissante du transport intermodal. Les infrastructures de la gare de marchandises de Pantaco subirent des améliorations. En mai 1998, Ferrovalle reçut la concession du Terminal Intermodal Pantaco (exploité par des tiers) et qui nécessitait de gros investissements. 
À partir de juillet 2002, Ferrovalle prit la direction du Terminal Intermodal Pataco, et réalisa les investissements nécessaires pour développer, moderniser, équiper et améliorer les installations. L'organisation du travail fut également transformée.
Réhabilitation de 2 entrepôts de stockage: 
le premier, qui a coûté plus de 6,5 millions de pesos, sert pour le contrôle douanier des marchandises; il permet une meilleure manipulation et une plus grande sécurité des marchandises d'importation quelles que soient les conditions climatiques.
Le second est utilisé pour le transport intermodal des marchandises d'import-export, et questions de fiscalité. 

## Le triage du fret
Ferrovalle détient le plus grand terminal ferroviaire du pays situé au nord de Mexico et au sud de Tlalnepantla. Sa principale activité consiste à réorganiser les marchandises transportées par le Kansas City Southern de México, Ferromex et Ferrosur. Chaque année, il transporte 60 millions de tonnes de marchandises diverses telles que: céréales, bois, revêtements de sol, papier, jouets, textiles, vêtements, chaussures, cosmétiques, vins et spiritueux, les équipements électriques et électroniques, les matières premières et des produits finis dans l'industrie alimentaire, des matières premières et pièces détachées pour l'automobile, articles de quincaillerie, produits sports, des meubles et des articles ménagers, les véhicules neufs, le sucre, etc.